# Graduados (série télévisée, 2013)
Cet article concerne la série télévisée chilienne. Pour la série télévisée argentine, voir Graduados (série télévisée, 2012).
Graduados est une telenovela chilienne diffusée en 2013 sur Chilevisión. Graduados est la version chilienne de telenovela homonyme argentine.

## Acteurs et personnages

### Acteurs principaux
- Marcial Tagle : Andrés Jalifa
- Fernanda Urrejola : Laura "Loli" Falsetti
- Ricardo Fernández : Pablo Flores
- Bárbara Ruiz-Tagle : Ximena Benítez / Patricia Rojas
- Eduardo Barril : Clemente Falsetti
- Pedro Campos : Martín Flores
- Elvira Cristi : Verónica Sarmiento
- Cristián Carvajal : Francisco "Tuca" Allende
- Fernando Farías : Amir Jalifa
- María Elena Duvauchelle : Hannah Talla
- Natalia Valdebenito : Alejandra Aguirre
- Guido Vecchiola : Guillermo Aliaga
- Elisa Alemparte : Claudia Jalifa
- César Sepúlveda : Augusto Flores
- Carolina Mestrovic : Sofía Matic
- Felipe Álvarez : Juan José Correa "Juanjo"
- Sandra O'Ryan : Inés Vega
- Natalia Grez : Clarita
- Paulina Hunt : Betty
- Aldo Parodi : Walter
- Macarena Sánchez : Azul Vega
- Juan Carlos Brown

### Párticipations spéciales
- Nicolás Massú : Cameo
- Daniel Fuenzalida : Cameo
- Juan Pedro García-Huidobro
- Horacio de la Peña : Cameo

## Diffusion internationale
| Pays  | Chaîne      | Titre     | Série première |
| ----- | ----------- | --------- | -------------- |
| Chili | Chilevisión | Graduados | 3 mars 2013    |

## Autres versions
- Graduados (2012), coproduite par Underground Contenidos et Endemol Argentina pour Telefe ; avec Nancy Dupláa, Daniel Hendler, Luciano Cáceres, Julieta Ortega et Isabel Macedo.

### Sources
- (es) Cet article est partiellement ou en totalité issu de l’article de Wikipédia en espagnol intitulé « Graduados (Chile) » (voir la liste des auteurs).

- (en) Cet article est partiellement ou en totalité issu de l’article de Wikipédia en anglais intitulé « Graduados (Chile) » (voir la liste des auteurs).